# 易立竞
易立竞（？—），中國记者、主持人。2003年-2016年供职于《南方人物周刊》。

## 早年经历
1999年开始做记者，曾担任社会新闻记者、财经记者、文化记者。
1999年11月，报道烟台海难
2003年《南方人物周刊》诞生，同年6月16日，接到《南方人物周刊》录取通知电话。
2004年6月，报道《艾滋仇杀-河南平舆艾滋病人特大杀人案周年回访 （页面存档备份，存于） 》，孤身前往河南艾滋村进行采访
2003年～2016年供职于《南方人物周刊》
2021年4月5日，《吐槽大会第五季》总决赛，两轮赛后最终以352票获第四名

## 作品
2004年《南方人物周刊》6月刊《艾滋仇杀-河南平舆艾滋病人特大杀人案周年回访》
2005年《南方人物周刊》9月刊 ——《病人崔永元 （页面存档备份，存于）》
2006年《南方人物周刊》1月刊 ——《赵本山：上春晚我并不快乐 （页面存档备份，存于）》
2008年《南方人物周刊》10月刊 ——《李亚鹏：我不是个放浪形骸的人 （页面存档备份，存于）》
2009年，出版《中国导演访谈录 （页面存档备份，存于）》
2011年1月，出版《中国演员访谈录 （页面存档备份，存于）》
2012年1月，出版人物采访作品《打开》 （页面存档备份，存于）和《打量》 （页面存档备份，存于）
2013年，凤凰娱乐和易立竞联手打造深度对话节目《易见》。
2017年，易立竞工作室联合爱奇艺出品访谈类节目《立场 （页面存档备份，存于）》于2019年2月20日开播
2022年，《展开说说》 （页面存档备份，存于），由腾讯视频自制，易立竞、杨天真、杨笠、傅首尔联合录制的女性畅聊节目

## 采访理念
不盲从、不迎合、不回避、不轻薄

## 采访人物
黄秋生、伊能静、刘德华、尔冬升、刘镇伟、杜琪峰、林夕、刘谦、姚晨、赵薇、郝蕾、陈宝国、李雪健、刘晓庆、李开复、海清、马薇薇、韩红、王珮瑜、周笔畅、俞灏明、柯蓝、丁锐 （页面存档备份，存于）等。